# Національний парк Оґасавара
Національний парк Оґасавара (яп. 小笠原国立公園, Ogasawara Kokuritsu Kōen) — національний парк на островах Оґасавара, розташований приблизно за тисячу кілометрів на південь від Токіо, Японія. Парк був заснований у 1972 році в муніципалітеті Оґасавара, який також є частиною Токіо. У 2011 році острови Оґасавара були внесені до Списку Світової спадщини ЮНЕСКО.

## Острови
Архіпелаг також відомий як острови Бонін, спотворене слово munin (яп. 無人) , що означає «незаселений». У 1968 році після окупації США острови були повернуті під управління Японії. Скупчення Тітідзіма, Хахадзіма та Мукодзіма входять до парку, але з трьох вулканічних островів Іводзіма та Мінамі Іводзіма — ні.

## Флора і фауна
Згідно з оцінкою МСОП для ЮНЕСКО, було зареєстровано 441 таксон місцевих рослин, із яких 161 судинних рослин і 88 деревних рослин є ендемічними; єдиним місцевим ссавцем є летюча лисиця Боніну, яка перебуває під загрозою зникнення; із 195 зареєстрованих видів птахів чотирнадцять занесено до Червоної книги МСОП; із двох наземних рептилій ендемічним є змієокий сцинк Оґасавари (Cryptoblepharus nigropunctatus); зі 1380 видів комах 379 є ендемічними; зі 134 видів наземних равликів 100 є ендеміками. Зареєстровано 40 видів прісноводних риб, 23 — китоподібних, 795 — морських, 226 — герматипних коралів.

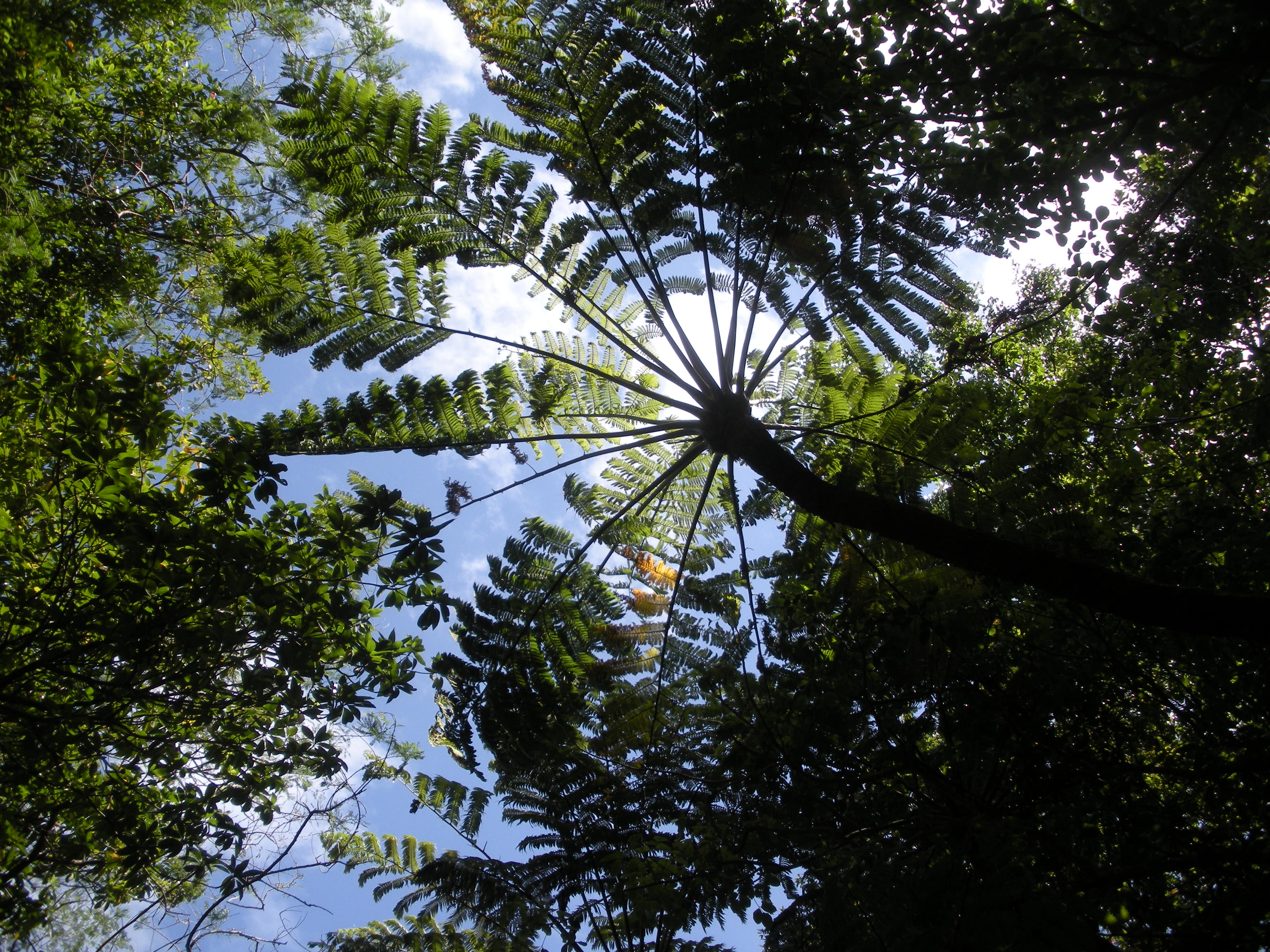
Ціатея серцевинна в національному парку Оґасавара
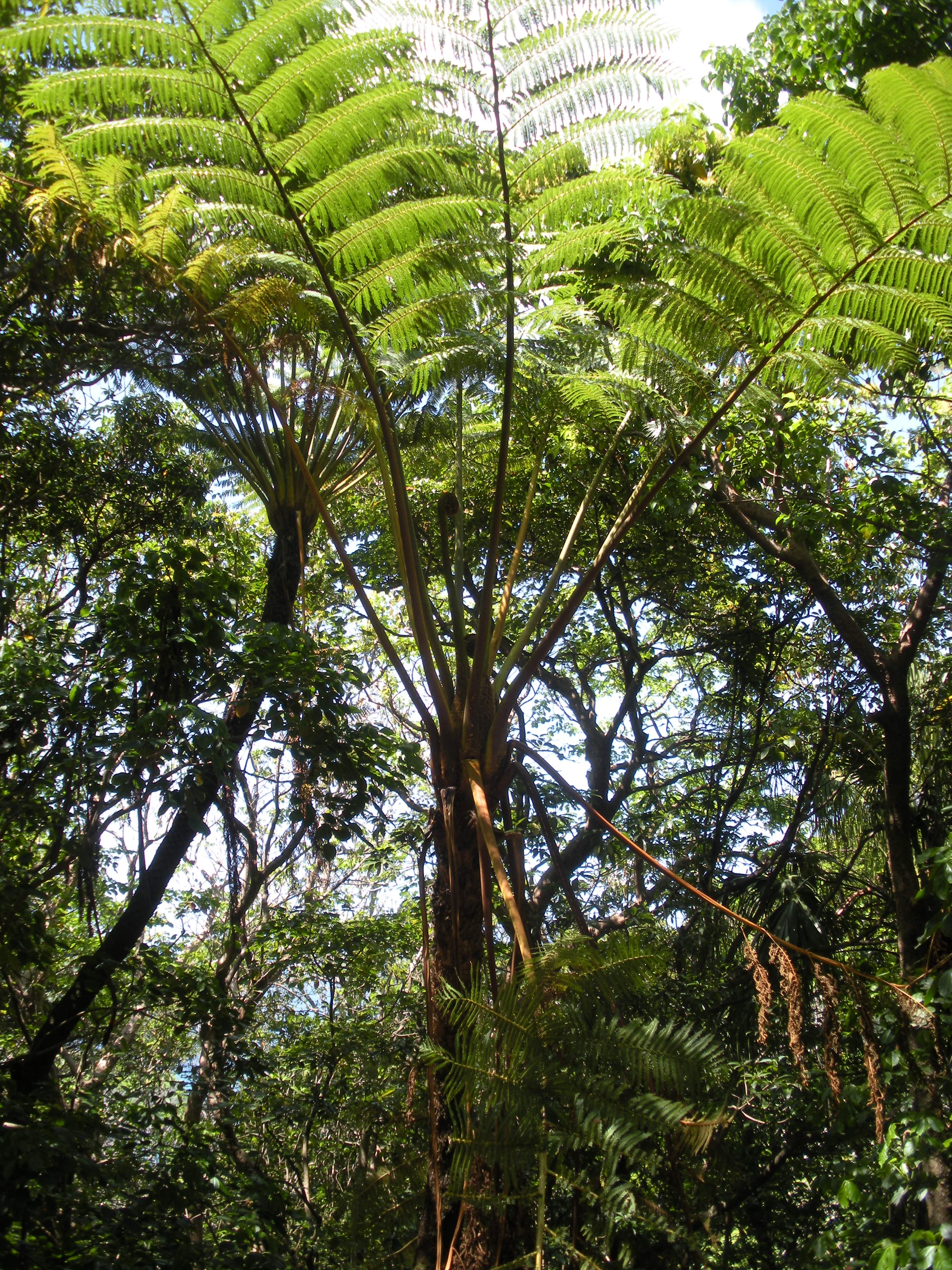
Cyathea spinulosa в національному парку Оґасавара
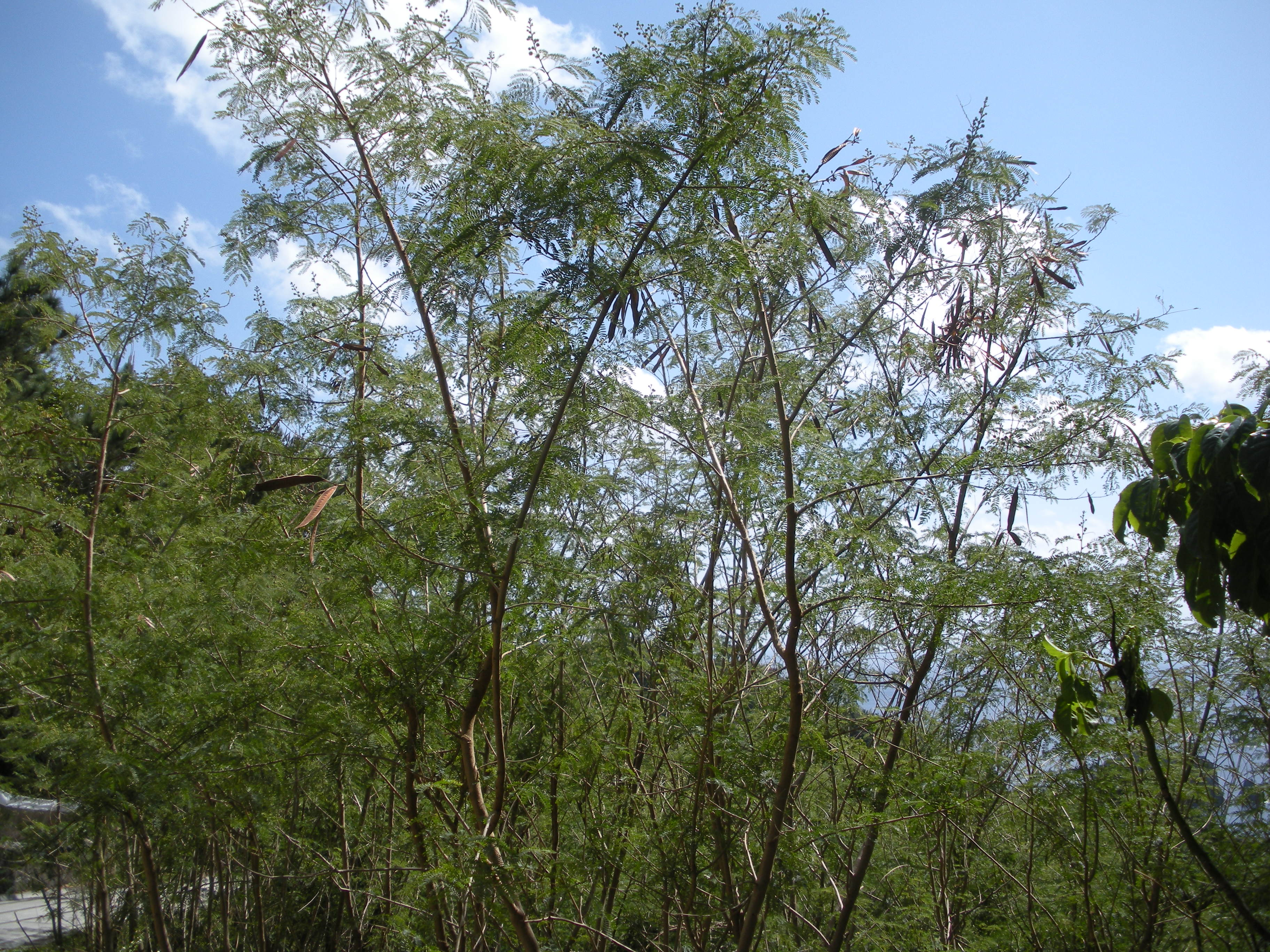
Левкена сиза
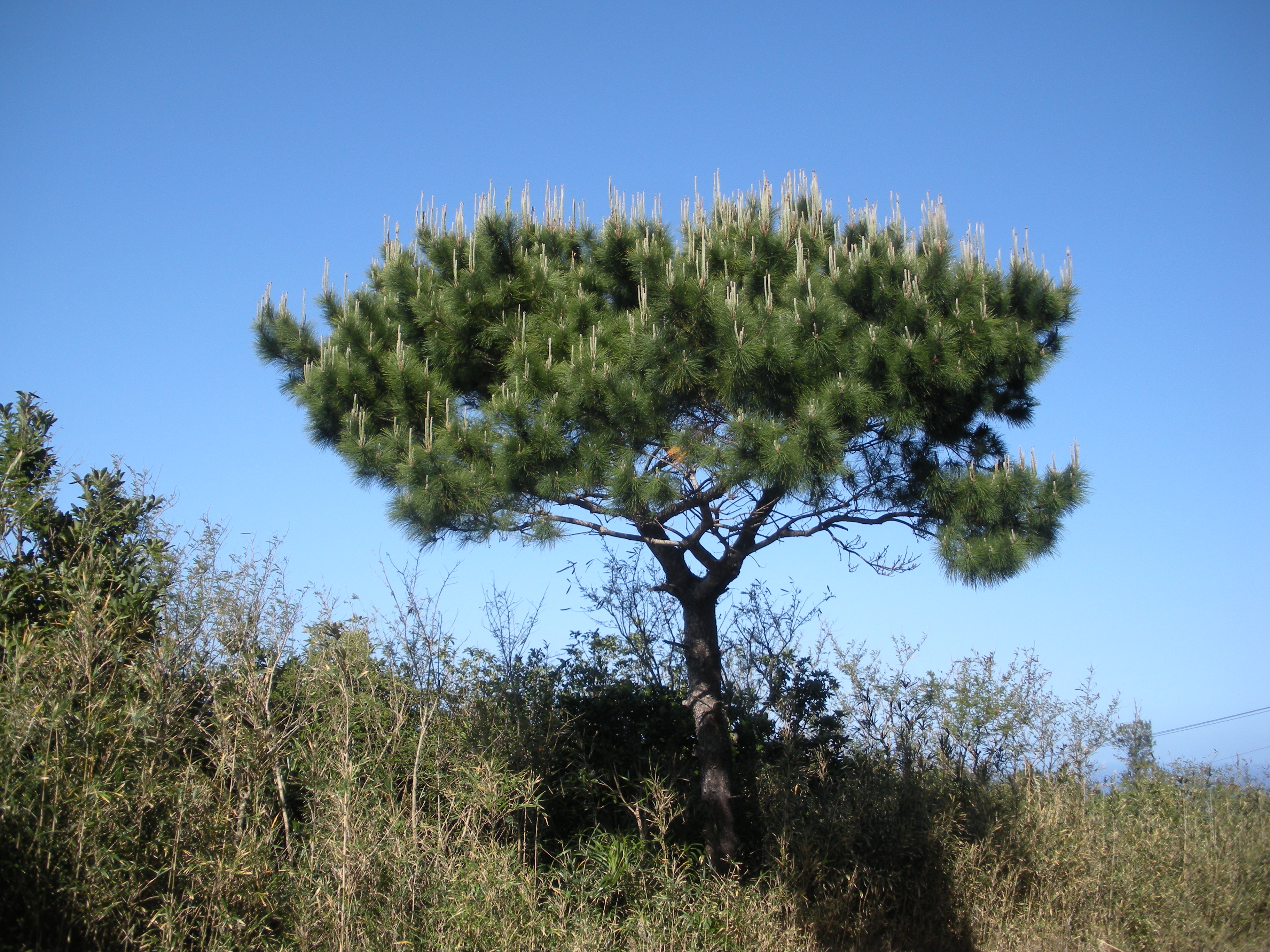
Pinus luchuensis